# NGC 6087
NGC 6087 es uno de los cúmulos  abiertos más brillantes de la constelación Norma con una magnitud de 5,4. Se encuentra a unos 3.500 años luz y cuenta con unas 40 estrellas de magnitud entre 7 y 11, siendo la más brillante de ellas la estrella variable S Normae.